# Пальмблад, Вильгельм Фредерик
Ви́льгельм Фре́дерик Па́льмблад (швед. Vilhelm Fredrik Palmblad; 16 декабря 1788[…], Скёнберга — 2 сентября 1852[…], Уппсала) — шведский писатель.

## Жизнеописание
Образование получил в Уппсальском университете, где познакомился с Аттербумом и стал членом литературного «Общества Аврора». Вместе с Аттербумом стал издавать периодические издания в новом идеалистическо-романтическом направлении «Фосфористы»: «Фосфорос» (швед. Phosphoros, 1810—12), «Поэтический календарь» (швед. Poetisk Kalender, 1812—22) и «Шведский литературный журнал» (швед. Svensk Litteratutridning, 1813—1824). Пальмблад поместил в них ряд критических и научно-литературных статей и новелл. Написал также роман «Familien Falkensvärd» (1844—45).
Состоял профессором греческого языка и литературы в Уппсале.
Кроме того, Пальмблад издал «Руководство по старой и новой физической и политической географии» (швед. Handbok i physiska och politiska äldre och nyare geographien, 1826—37) и «Греческую археологию» (швед. Grekisk Fornkunskap, 1843—45). Пальмблад был издателем и сотрудником «Биографического словаря прославленных шведов» (швед. Biographiskt lexicon öfver namnkunnige svenska män, 23 т., 1835—57) и редактором газеты «Время» (швед. Tiden, 1847—51).